# Lijst van Duitse ambassadeurs in Nederland
Hieronder staat een lijst van Duitse gezanten en ambassadeurs in Nederland.
Van 1871 tot 1940 was de hoogste diplomatieke vertegenwoordiger van Duitsland een gezant. In de periode 1940-1950 werden er geen gezanten uitgewisseld tussen Nederland en Duitsland (van 1940-1945 was Nederland bezet en van 1945-1949 was Duitsland bezet). In 1950 droeg de hoogste diplomatieke vertegenwoordiger van de Bondsrepubliek Duitsland (West-Duitsland) de titel Generalkonsul. In 1951 werden er ambassadeurs uitgewisseld tussen Nederland en de Bondsrepubliek. Na de ratificatie van het Grundlagenvertrag tussen de Bondsrepubliek en de Duitse Democratische Republiek (DDR) in 1973 ging Nederland ook met de DDR diplomatieke betrekkingen aan op ambassadeursniveau.

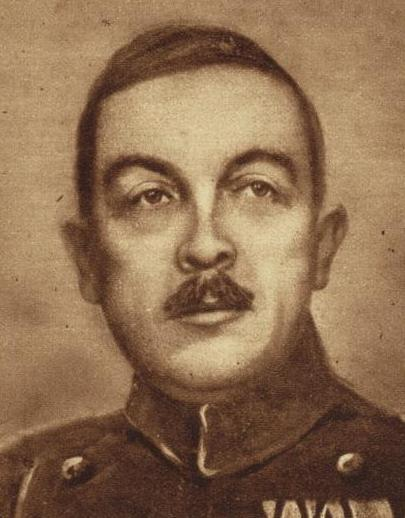
Richard von Kühlmann

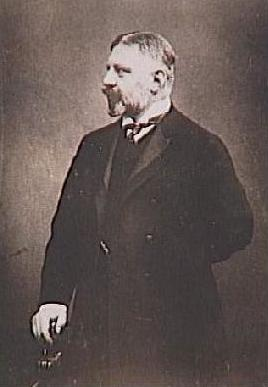
Friedrich Rosen

| Persoon                                      | periode                         |
| Keizerrijk Duitsland (gezanten)              | Keizerrijk Duitsland (gezanten) |
| -------------------------------------------- | ------------------------------- |
| Wilhelm von Perponcher-Sedlnitzky            | 1871–1874                       |
| Julius von Canitz und Dallwitz               | 1874–1882                       |
| Friedrich Johann von Alvensleben             | 1882–1884                       |
| Johann Anton von Saurma-Jeltsch              | 1885–1891                       |
| Kuno Graf zu Rantzau (1843-1917)             | 1891 - 1895                     |
| Egon von den Brincken                        | 1895–1899                       |
| Friedrich von Pourtalès                      | 1899–1902                       |
| Karl von Schlözer                            | 1902–1907                       |
| Felix von Müller (1857-1918)                 | 1907 - 1915                     |
| Richard von Kühlmann (1873-1948)             | 1915 - 1916                     |
| Friedrich Rosen (1856-1935)                  | 1916 - 1918                     |
| Weimarrepubliek en nazi-Duitsland (gezanten) |                                 |
| Friedrich Rosen (1856-1935)                  | 1918 - 1921                     |
| Hellmuth Lucius von Stoedten (1869-1934)     | 1921 - 1927                     |
| Julius Graf von Zech-Burkersroda             | 1928 - 1940                     |
| Otto Bene (1884-1973)                        | 1940 - 1945                     |
| Bondsrepubliek Duitsland (ambassadeurs)      |                                 |
| Karl Du Mont (1889-1961)                     | 1950 - 1952                     |
| Werner von Holleben (1902-1985)              | 1952 - 1953                     |
| Hans Mühlenfeld (1901-1969)                  | 1953 - 1958                     |
| Josef Löns (1910-1974)                       | 1958 - 1963                     |
| Hans Berger (1909-1985)                      | 1963 - 1965                     |
| Karl Hermann Knoke (1909-1994)               | 1965 - 1968                     |
| Hans Arnold (1923)                           | 1968 - 1972                     |
| Adolf Max Obermayer (1911-1976)              | 1972 - 1976                     |
| Herbert Dreher (1916-2010)                   | 1976 - 1979                     |
| Gerhard Fischer (1921-2006)                  | 1980 - 1983                     |
| Otto von der Gablentz (1930-2007)            | 1983 - 1990                     |
| Klaus Jürgen Citron (1929-2007)              | 1990 - 1994                     |
| Wilhelm Haas (1931)                          | 1994 - 1996                     |
| Eberhard von Puttkamer (1936)                | 1996 - 2001                     |
| Edmund Duckwitz (1949)                       | 2001 - 2006                     |
| Thomas Läufer (1945)                         | 2006 - 2010                     |
| Heinz-Peter Behr (1955)                      | 2010 - 2012                     |
| Franz Josef Kremp (1955)                     | 2013 - 2016                     |
| Dirk Brengelmann (1956)                      | 2016 - 2021                     |
| Cyrill Jean Nunn (1958)                      | 2021 - heden                    |